# 994 Otthild
A 994 Otthild (ideiglenes jelöléssel 1923 NL) a Naprendszer kisbolygóövében található aszteroida. Karl Wilhelm Reinmuth fedezte fel 1923. március 18-án, Heidelbergben.